# 汪機

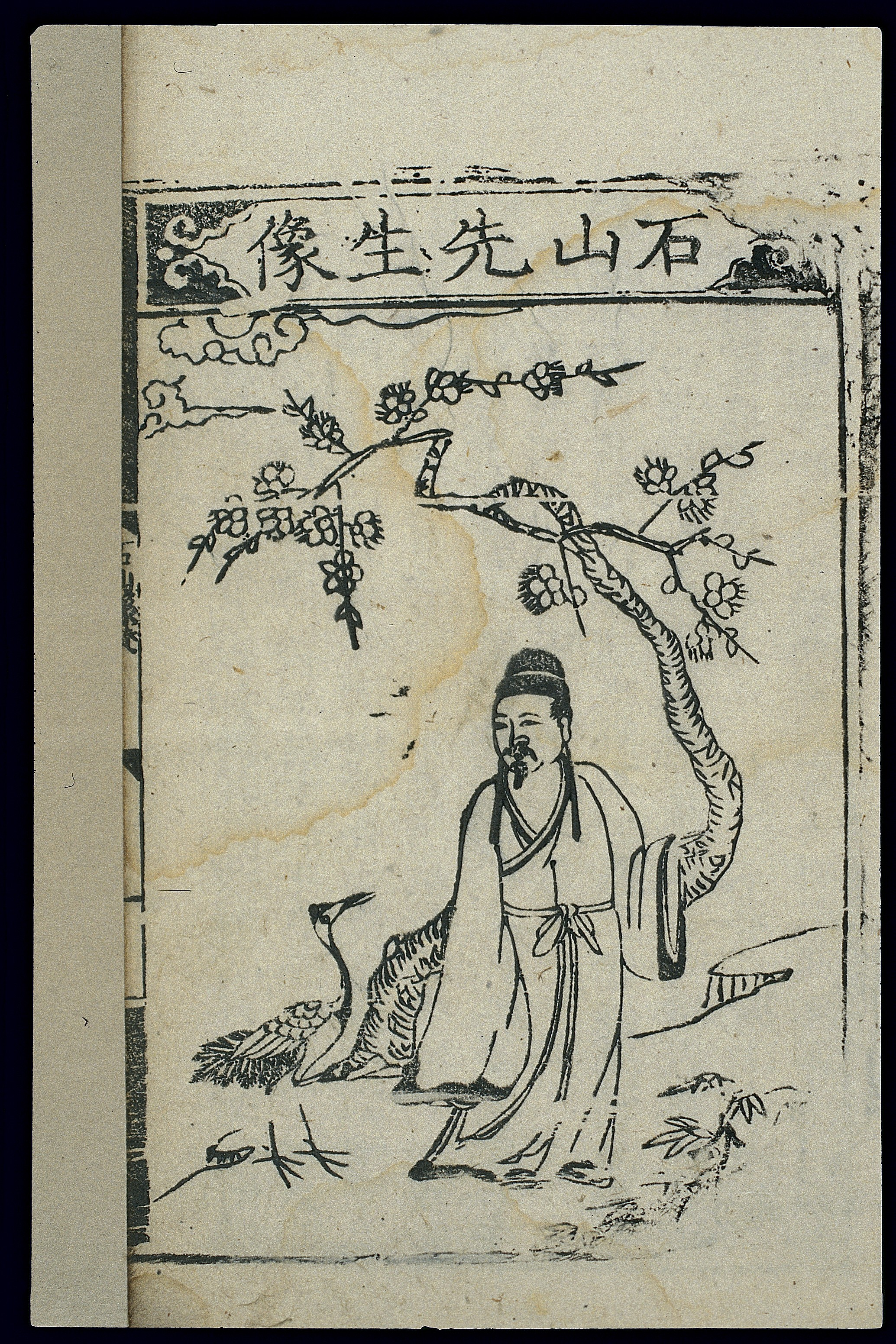
石山先生像，《外科理例》嘉靖刻本中的插图

汪機（1463年—1539年），字省之。別號石山居士。明朝醫學家，新安醫學的重要人物。世居安徽祁門。早年學習《春秋》，補邑庠弟子員。其後棄儒就醫，所著《本草會編》、《脈訣刊誤》、《推求師意》、《傷寒選錄》、《外科理例》、《運氣易覽》、《痘治理辨》、《石山醫案》、《針灸問對》等書若干卷行於世。